# Jacques Hartog (kunstenaar)
Jacques Hartog (Eindhoven, 13 mei 1895 – Mauthausen, 26 april 1942) was een Nederlands ijzerhandelaar, kunstenaar en verzetsstrijder.

## Biografie
Hartog was de zoon van Joodse ouders: Hartog David Hartog en Rebecca Wijnbergen. In 1919 rondde hij zijn HBS af en vertrok hij naar Nederlands-Indië, waar hij in dienst was als procuratiehouder voor het metaalbedrijf Enthoven-Hartelust. Later werd hij directeur.
In januari 1922 trouwde Hartog met Jacqueline Kluijt. Het echtpaar scheidde enkele jaren later weer. Uit nagelaten brieven blijkt dat Hartog levenslang gevoelens koesterde voor zijn jeugdliefde Dina Leemans, die hij ontmoette in 1913 in de bossen van Valkenswaard. De brieven, tekeningen en gedichten die hij haar toestuurde zijn in de jaren tachtig geschonken aan het Joods Historisch Museum in Amsterdam.
Na zijn terugkeer uit Nederlands-Indië in 1923 vestigde hij zich in Den Haag, waar hij een ijzerhandel begon. In zijn vrije tijd tekende en etste Hartog veel. Vaak voorkomende onderwerpen zijn landschappen, stadsgezichten en stillevens. Hartog kreeg etsles van de graficus Johan D. Scherft.

### Tweede Wereldoorlog
Aan het begin van de bezetting sloot Hartog zich aan bij de verzetsgroep Comité voor Vrij Nederland, onder leiding van Anne Anton Bosschart. Op 8 februari 1941 werd Hartog gearresteerd op de Sweelinckstraat in Den Haag wegens verzetsactiviteiten. Hij belandde samen met zijn toenmalige verloofde Marie ten Bosch in het 'Oranjehotel'. Tijdens zijn gevangenschap in Scheveningen zette hij een van zijn laatst bekende werken op papier: een interieurtekening van zijn cel (nr. 524).
Na enkele overplaatsingen vanuit Kamp Amersfoort, kwam Hartog in Mauthausen terecht waar hij op 26 april 1942 op 46-jarige leeftijd overleed.

## Eer
In 1982 ontving hij postuum het verzetsherdenkingskruis.

## Galerij

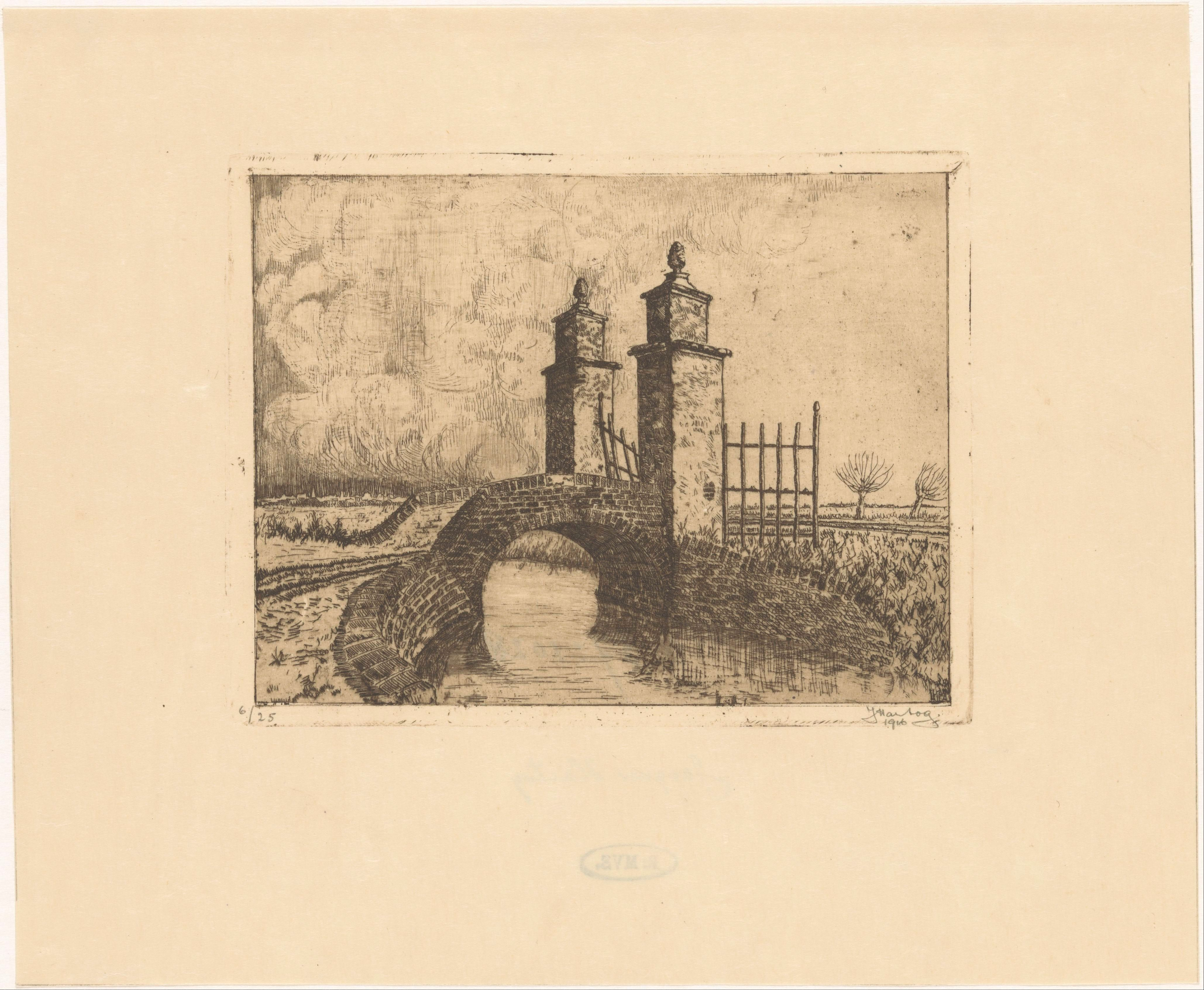
Brug in Loosduinen, ets (1916)
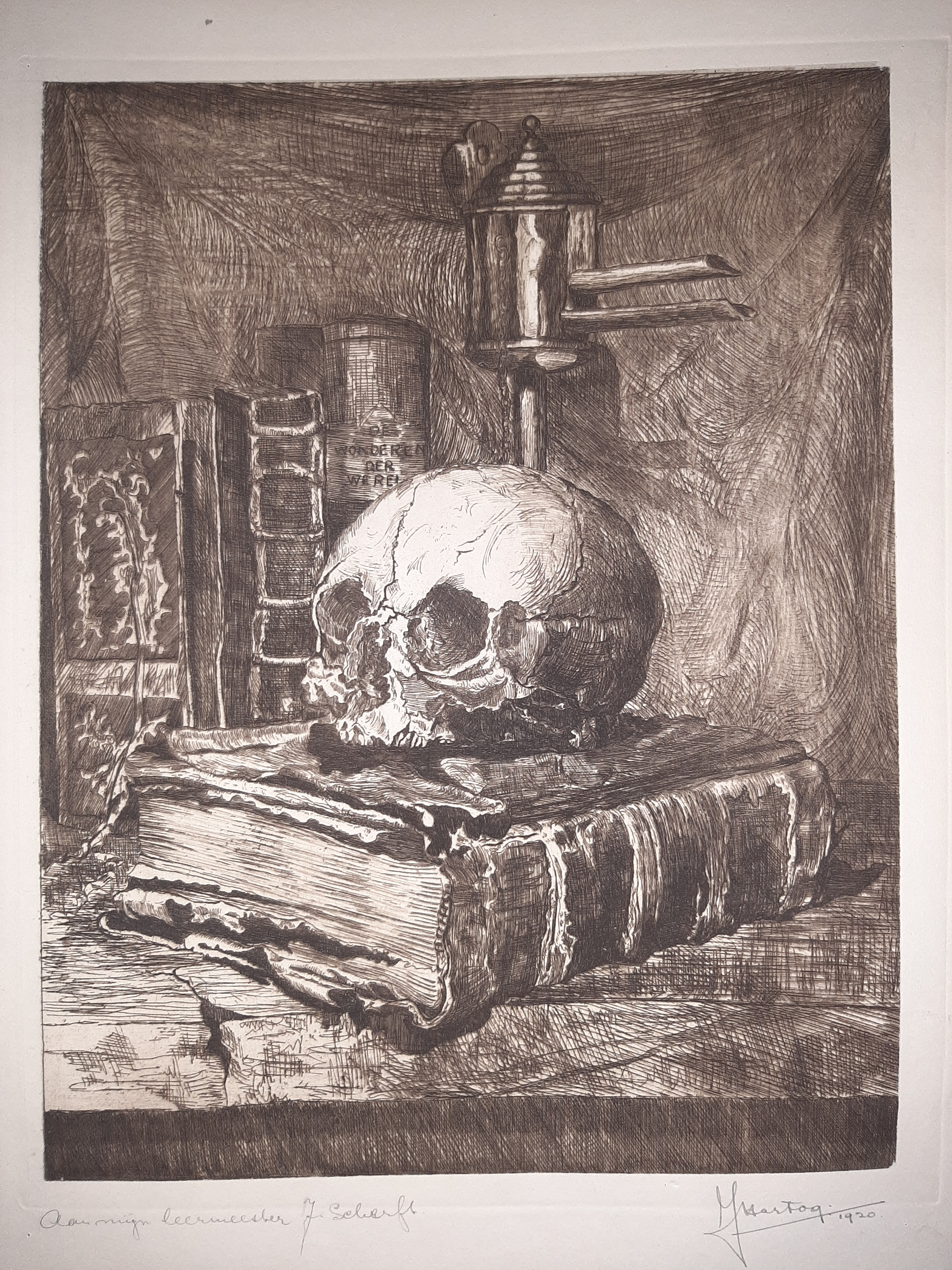
Vanitasstilleven, ets (1920). Onderschrift: 'Aan mijn leermeester J. Scherft'.
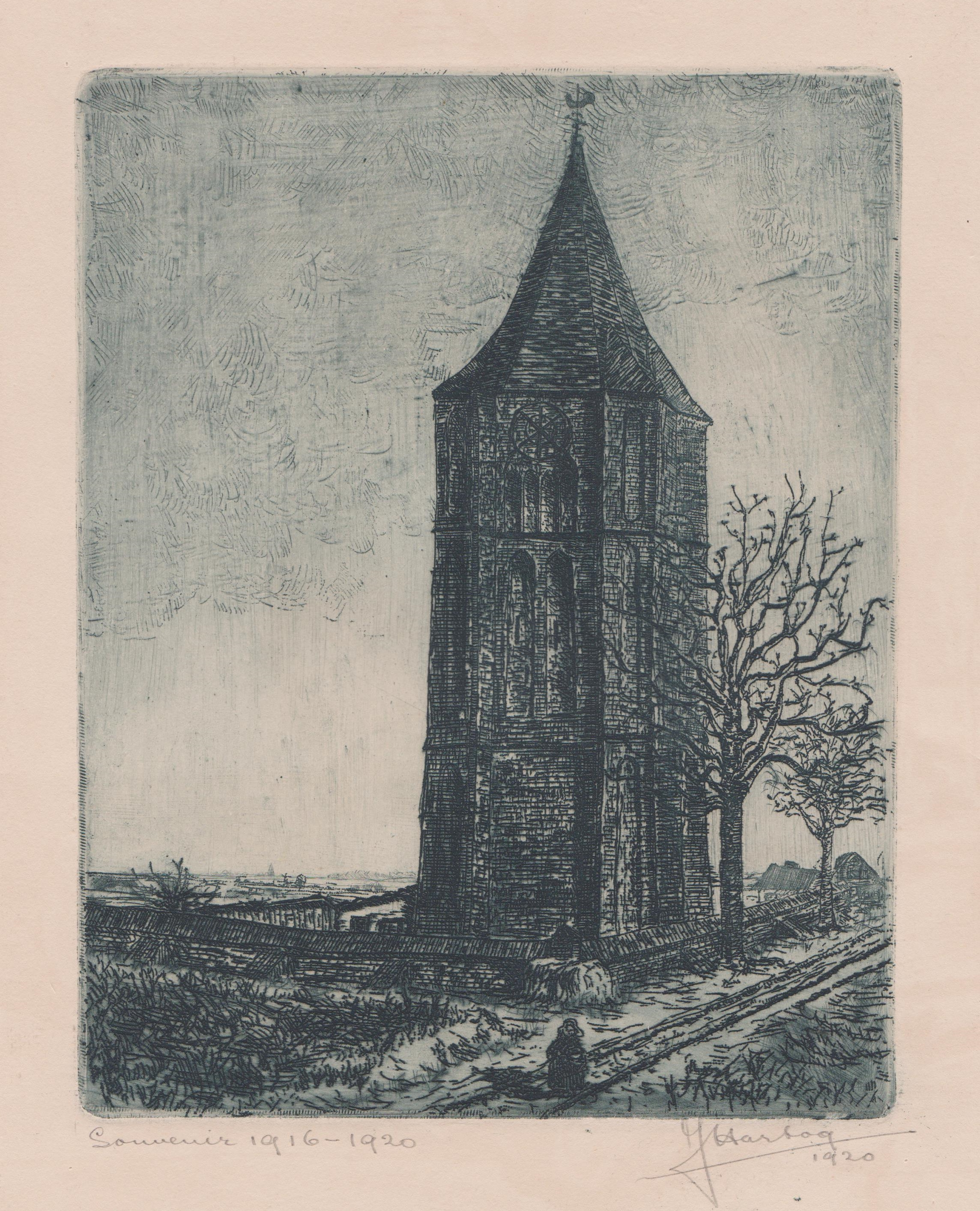
Souvenir 1916-1920, ets (1916).
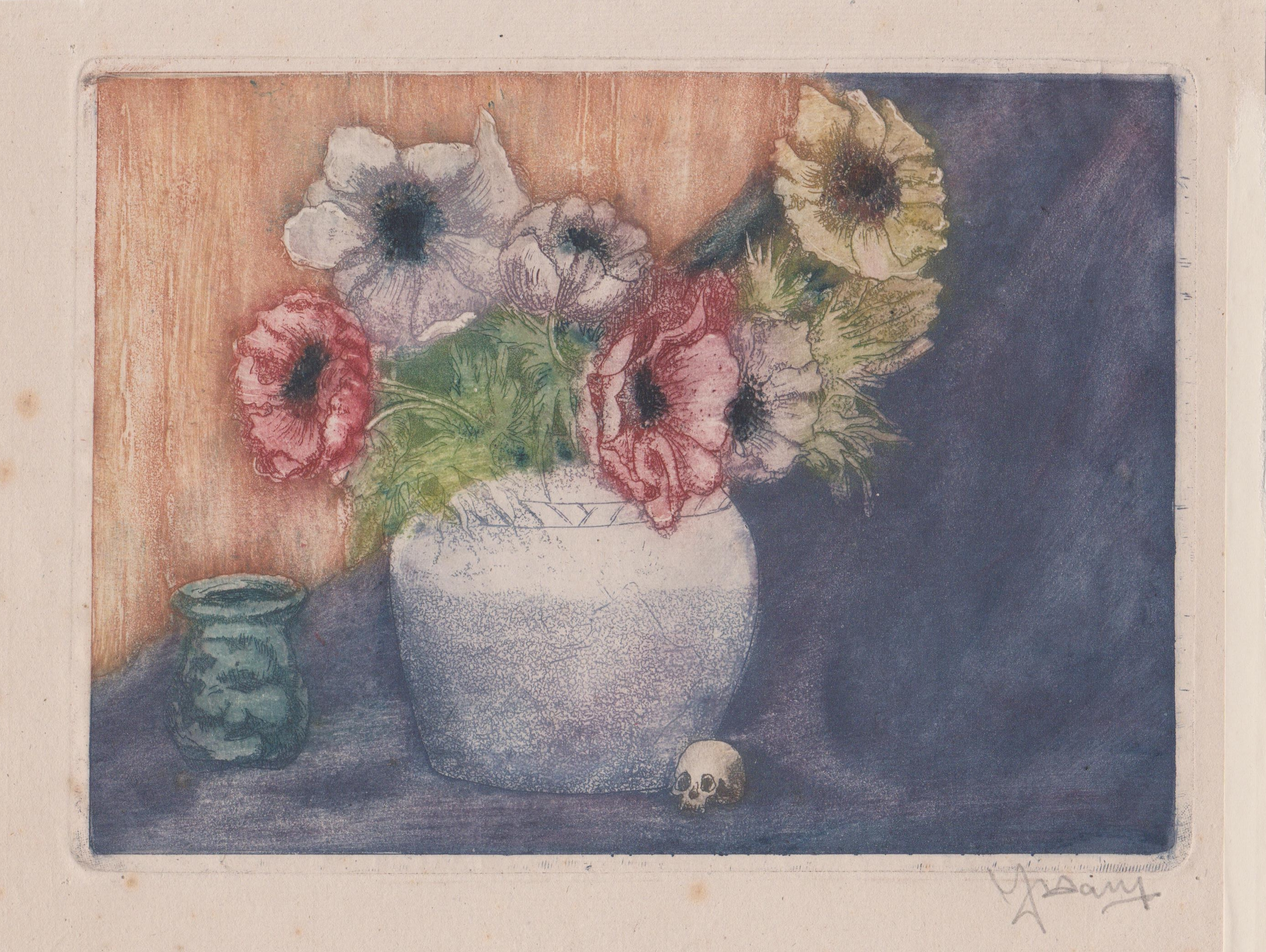
Bloemstilleven, ets.

- Biografisch Portaal: 28284892
- RKD-Nederlands Instituut voor Kunstgeschiedenis: 36289